# بابلو دي كورونيل
بابلو دي كورونيل (بالإسبانية: Pablo Coronel)‏ هو مترجم الكتاب المقدس ‏ ومدرس ومترجم إسباني، ولد في 1480 في شقوبية في إسبانيا، وتوفي في 30 سبتمبر 1534 في سلامنكا في إسبانيا.